# Трещалка двенадцатиточечная
Трещалка двенадцатиточечная (лат. Crioceris duodecimpunctata) — вид насекомых из подсемейства трещалок (Criocerinae) семейства листоедов (Chrysomelidae). Встречается в Палеарктике.

## Описание
Имаго длиной около 6 мм, ярко-оранжевого цвета. На надкрыльях расположены 12 черных точек, на головогруди 2-4. От похожего вида Crioceris quatuordecimpunctata отличается раздельными точками второго ряда на надкрыльях.

## Питание и развитие
Кормовым растение является спаржа лекарственная (Asparagus officinalis). Жуки появляются в апреле и питаются листьями и побегами спаржи, откладывают по 2-3 яйца на зеленые плоды. Молодые личинки вгрызаются в мякоть плода и выедают её. Пораженный плод с личинкой падает на почву, и личинка, закончив развитие, уходит в почву и окукливается в коконе. Зимует жук. В году 1 поколение.

## Защита от хищников
Насекомое способно накапливать токсины из кормового растения и выделять их в виде капель гемолимфы в случае нападения хищника. Яркая окраска служит предупреждением. Также пойманный жук издаёт серию звуков, потирая брюшко о надкрылья, и постепенно ускоряя темп.

## Галерея

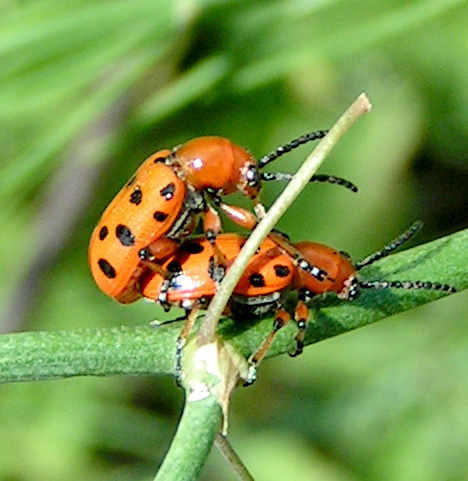
Спаривание.
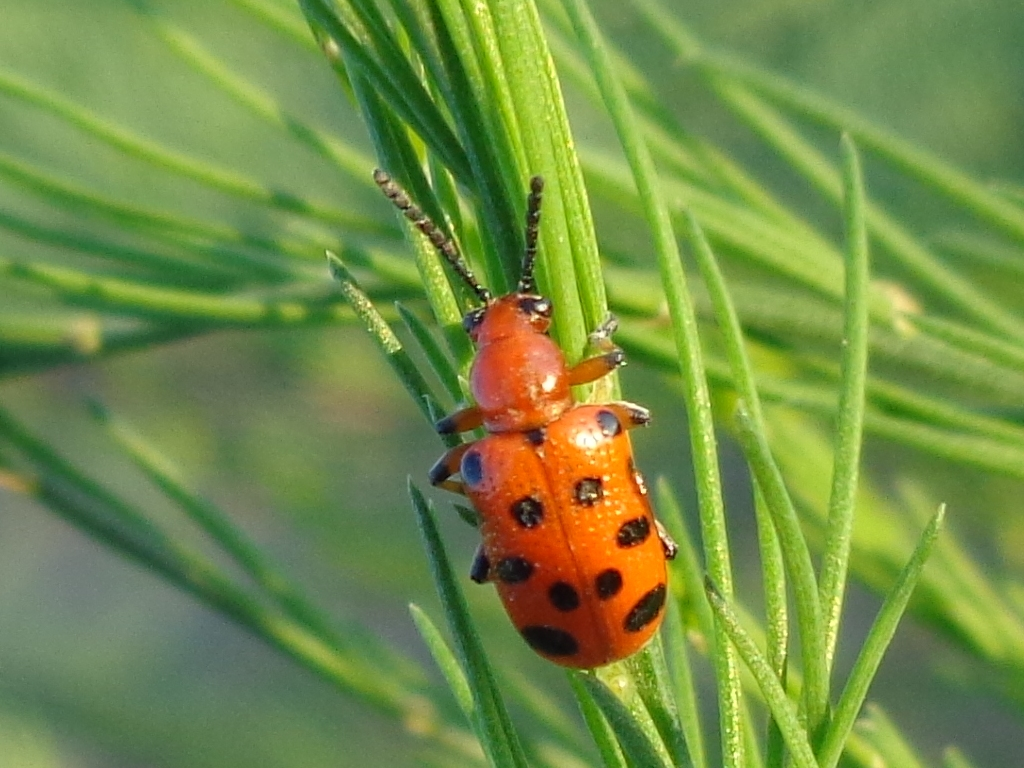
Имаго